# Шейнер, Артур

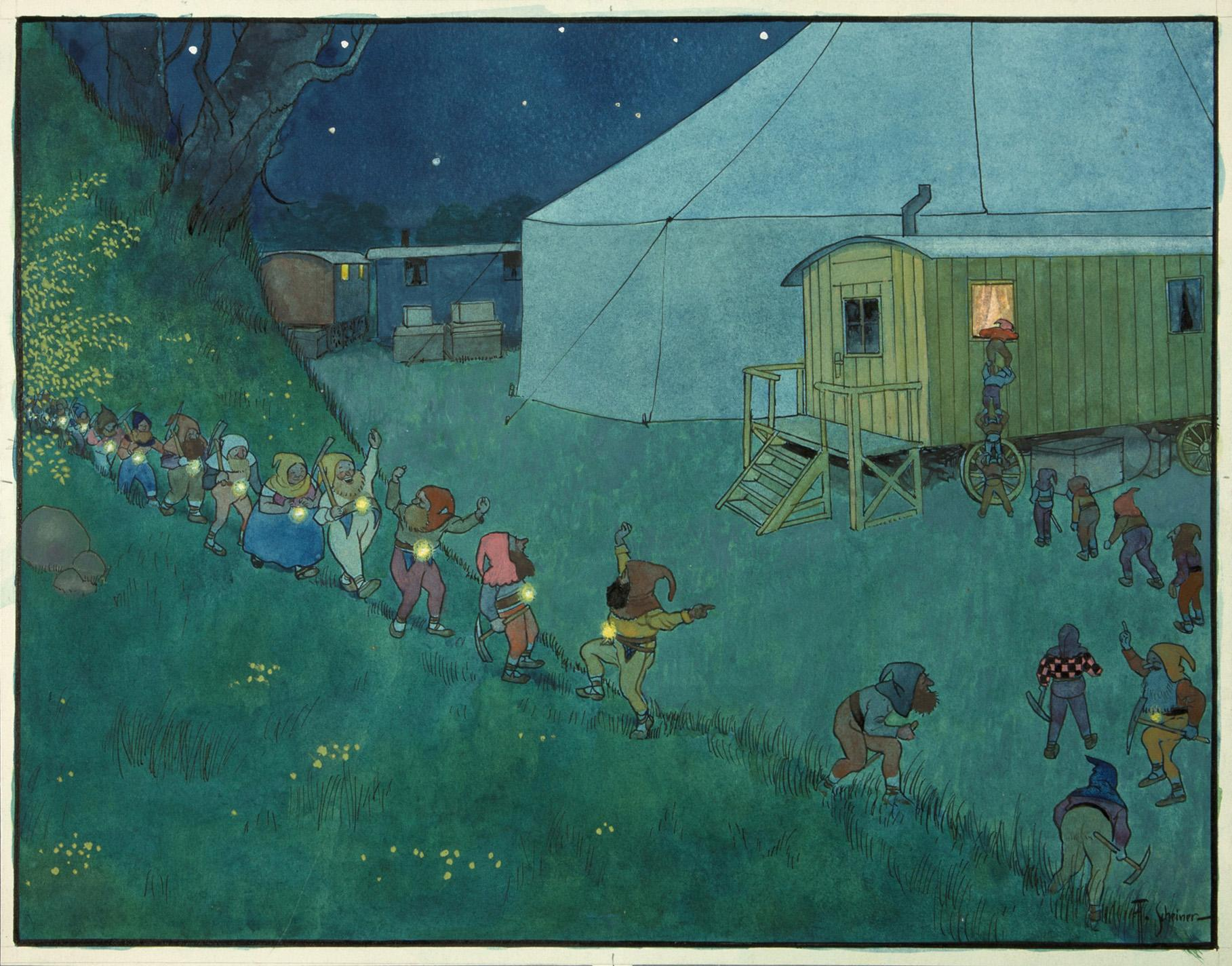
Тролли

Артур (Артуш, Артюс) Август Шейнер (чеш. Artuš Scheiner; 28 октября 1863, Бенешов, Австрийская империя — 20 декабря 1938, Прага) — чешский и чехословацкий художник, иллюстратор, декоратор  и рисовальщик.

## Биография
Сын юриста. Работал чиновником финансового управления в Праге. Сначала занимался рисованием, как хобби, был самоучкой, вскоре его рисунки появились на страницах журналов — австрийских, немецких (Lustige Blätter) и венгерских.
С 1897 года начал публиковать свои рисунки в чешских иллюстрированных общественно-юмористических журналах «Světozor», «Paleček», «Švanda dudák», «Zlatá Praha», «Malý čtenář». Постепенно создавал себе репутацию талантливого художника-юмориста с акцентом на ситуативном настроении повседневной жизни. В 1902 году проиллюстрировал первую книгу-сказку «Руженка и Бобеш» Вацлав Тилле.
Чёрно-белые рисунки в блестящей стилизации под модерн снискали ему популярность и новые заказы. А. Шейнер иллюстрировал сказки Б. Немцовой, К. Я. Эрбена, Х. Андерсена, Э. Гофмана, пьесы Шекспира и др. При работе над произведением Юлиуса Зейера романом «Ondřej Černyšev», создал образы сказочной фантастики и тонкой эротики. Проиллюстрировал ряд «Кулиграшек » – серию комиксов для детей, написанных Мартой Волешской.  В 1933 году его оригинальные сказочные иллюстрации были впервые выставлены в Пражской центральной библиотеке.
Автор множества картин, иллюстраций, рекламы, открыток и вариантов дизайна.
Похоронен на Ольшанском кладбище в Праге.

## Избранные работы художника

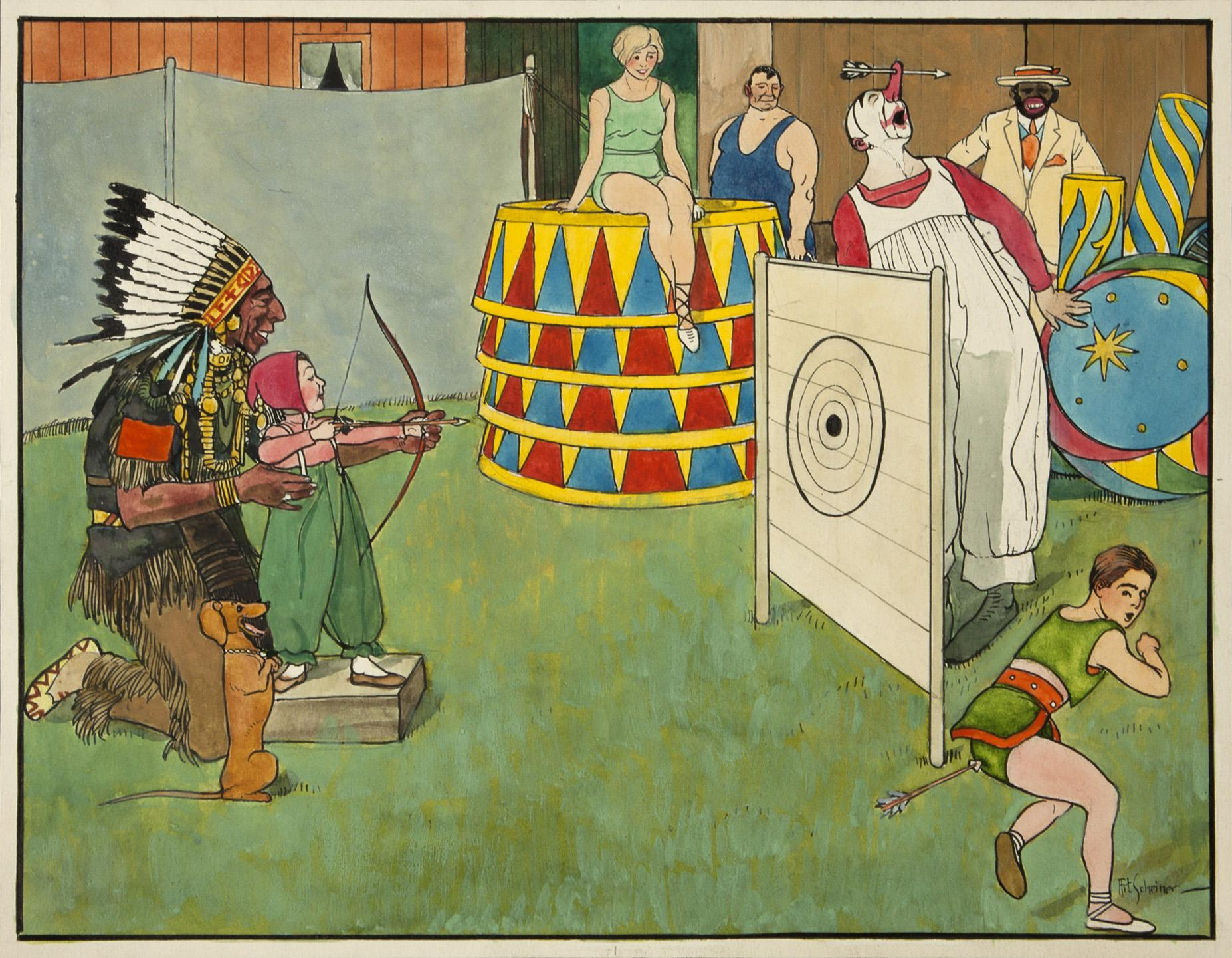
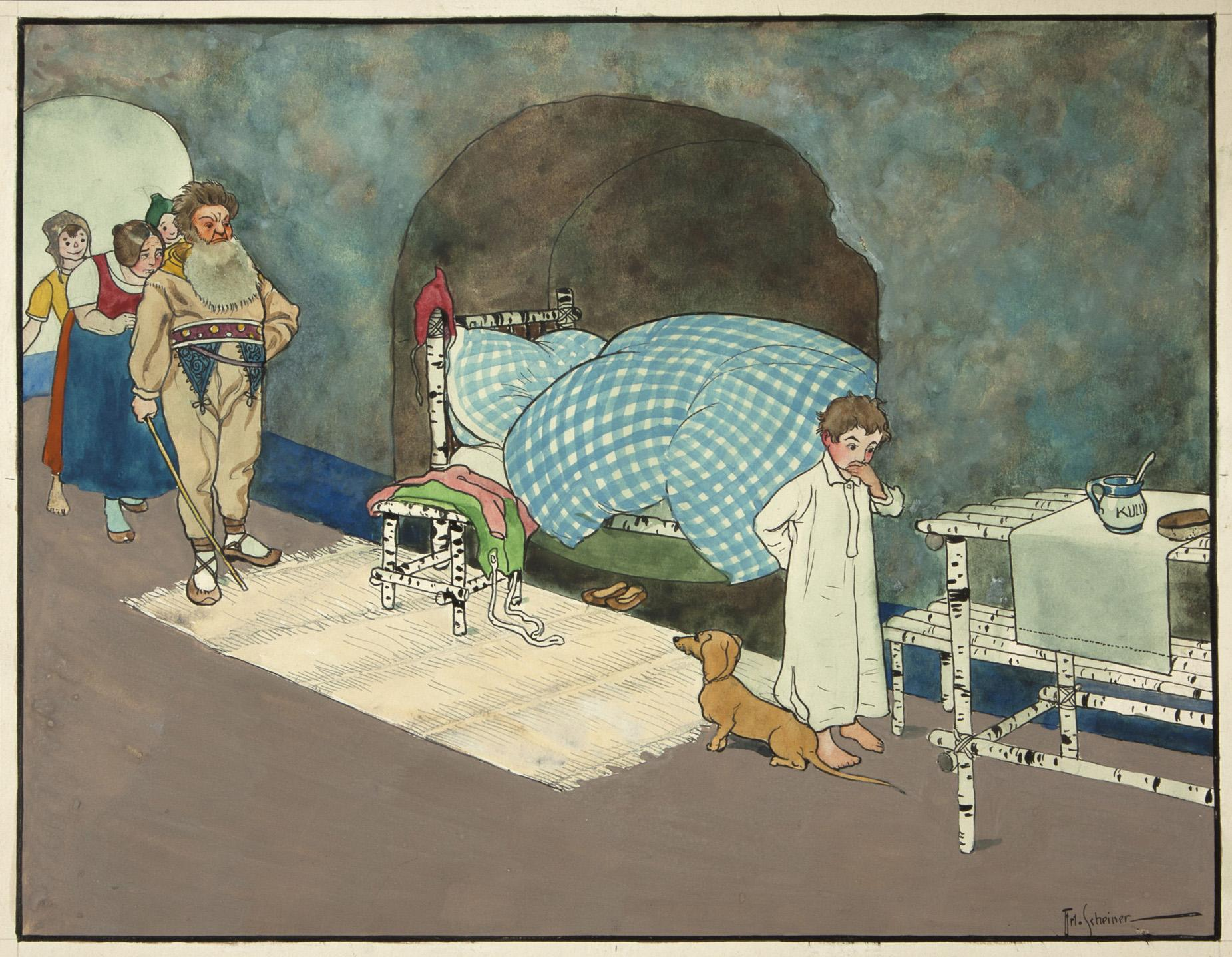
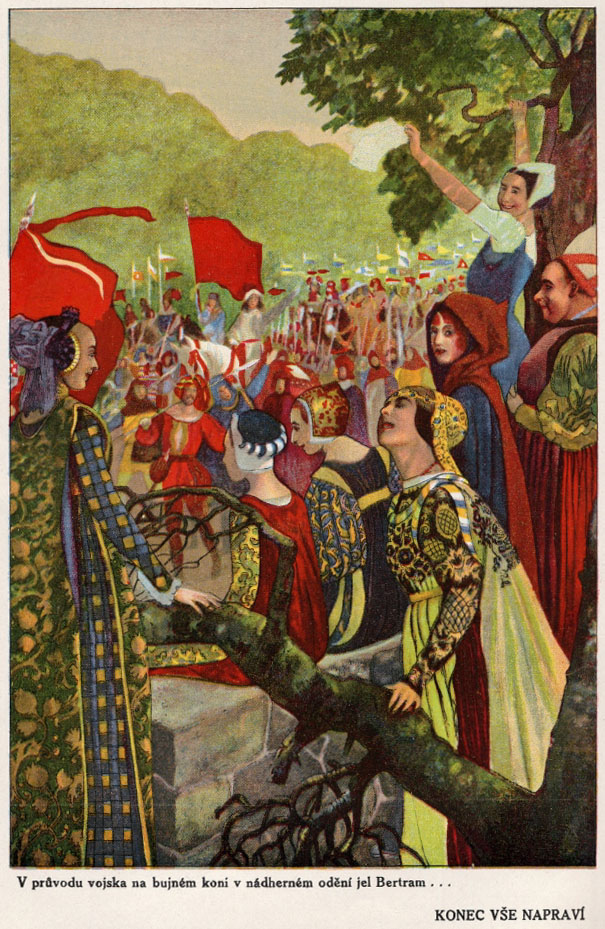
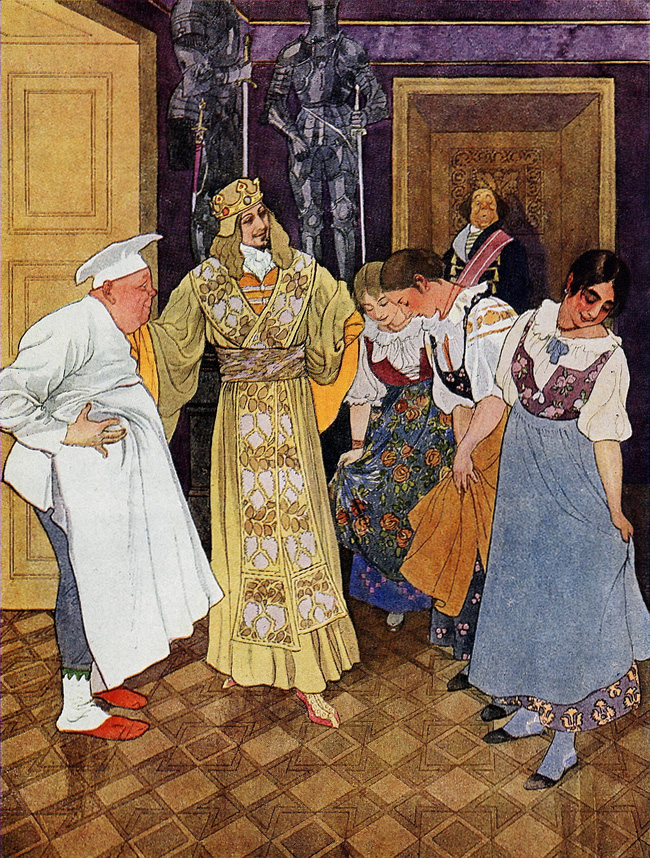
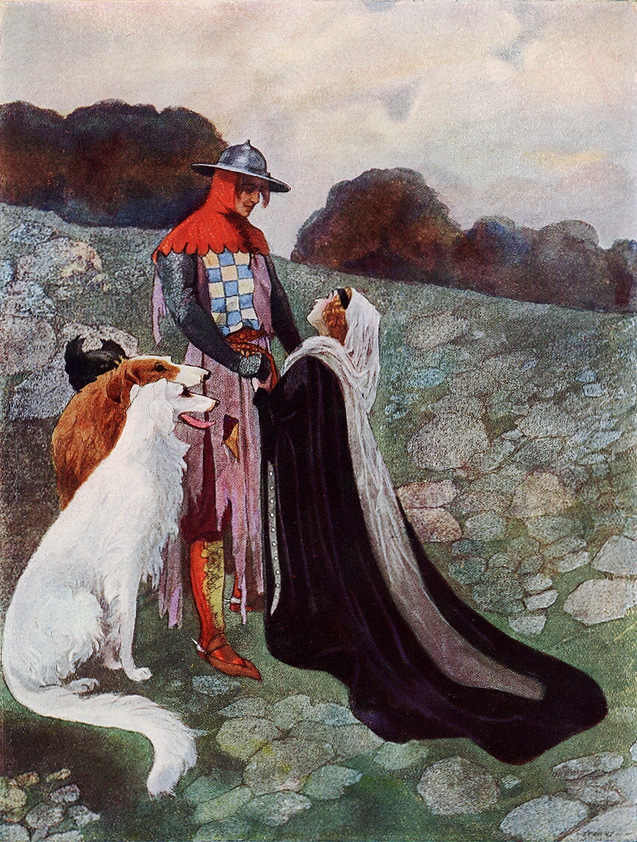
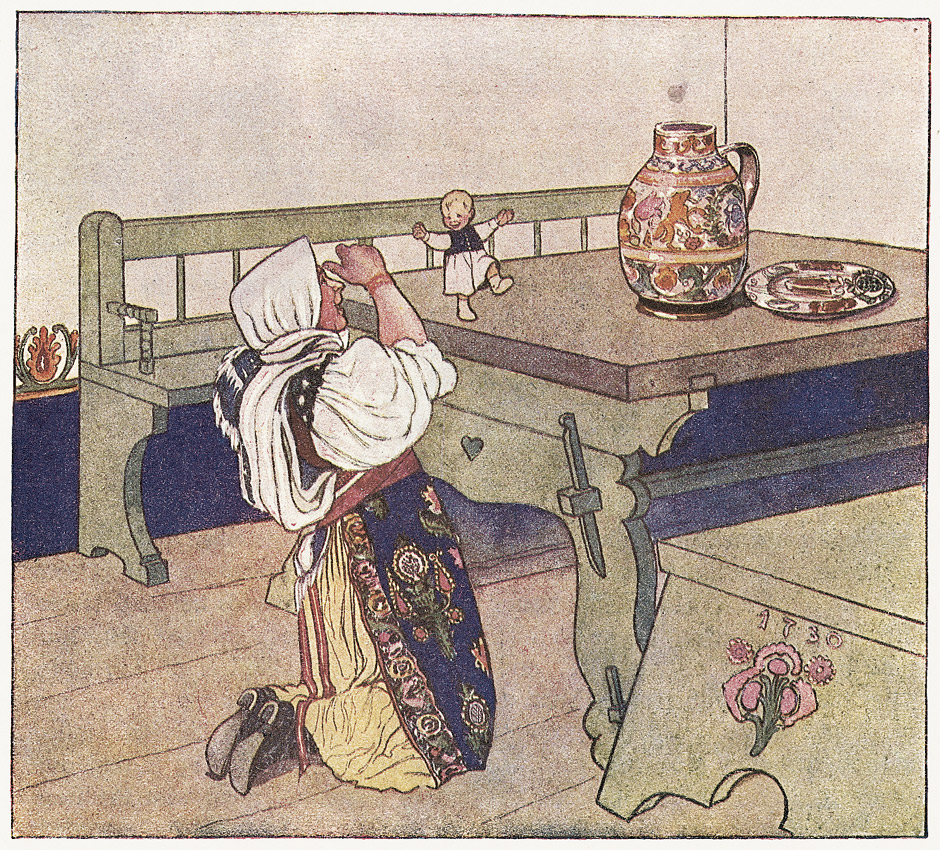
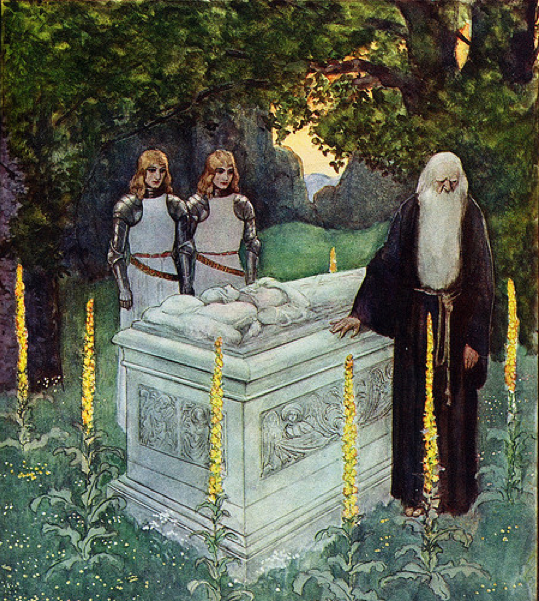
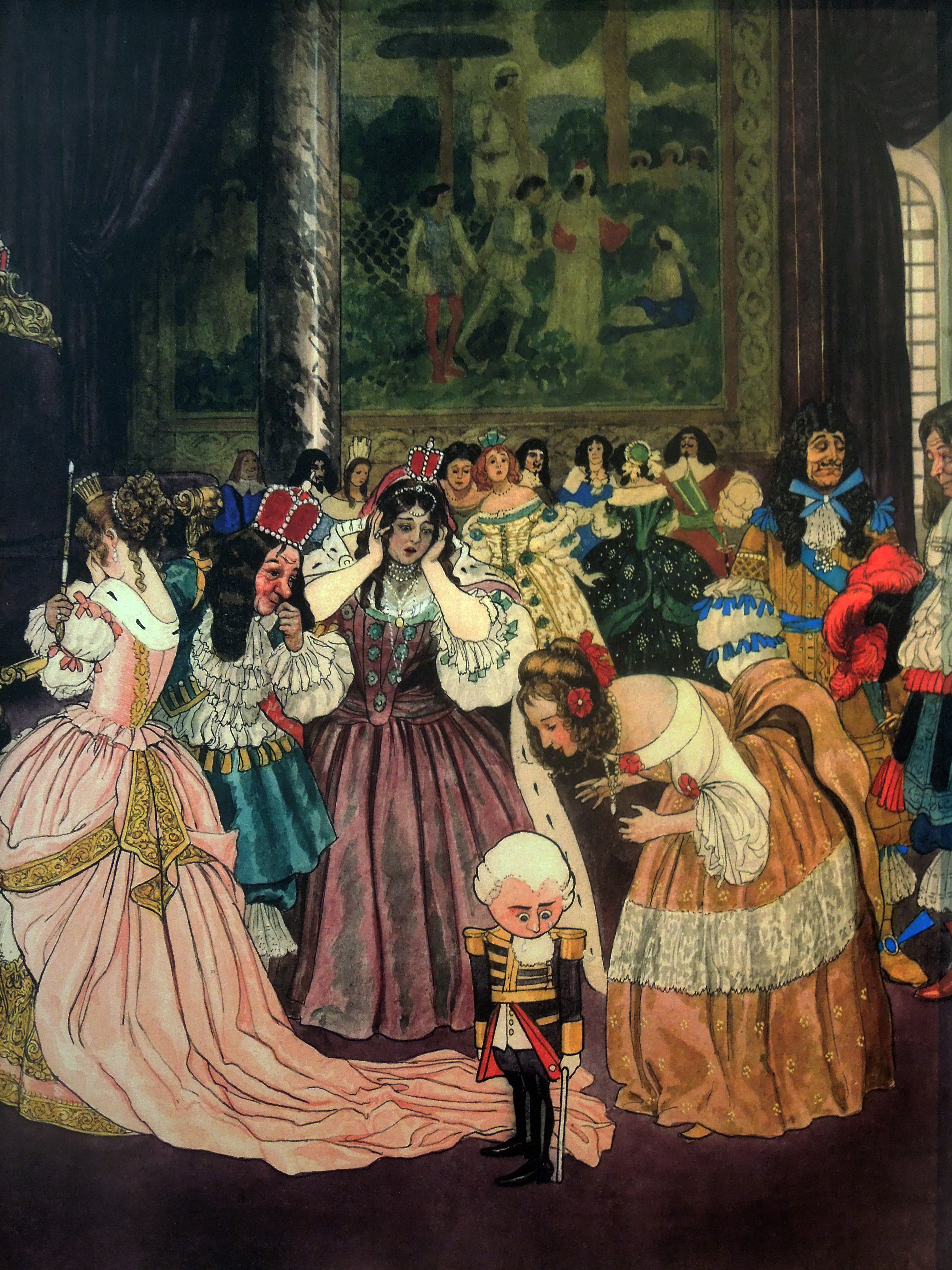